# Lewis D. Collins
Lewis D. Collins (Baltimora, 12 gennaio 1899 – Hollywood, 24 agosto 1954) è stato un regista statunitense.
Iniziò la sua carriera cinematografica all'epoca del muto nei primi anni 20 e proseguì nell'epoca del sonoro. Diresse circa 120 film fino all'anno della sua morte a Hollywood nel 1954, spesso western, polizieschi o film d'avventura a basso costo. Diresse Un sentiero nel deserto (1935) con John Wayne e diversi serial cinematografici per la Universal. Fu accreditato anche con i nomi Lee Collins, Lewis Collins, Lew Collins, Lewis Cullin, Cullen Lewis.

## Filmografia

### Regista
- The Ableminded Lady (1922)
- The Fighting Strain (1926)
- The Lone Prairie (1926)
- When Bonita Rode (1926)
- The Whirlwind Driver (1926)
- The Racing Wizard (1927)
- Clearing the Trail (1927)
- Red Warning (1927)
- The Riding Whirlwind (1927)
- Double Trouble (1927)
- The Untamed (1928)
- Winged Hoofs (1928)
- Riding Gold (1928)
- The Devil's Pit (1929)
- La mongolfiera della morte (Young Desire) (1930)
- Law of the Tong (1930)
- Guns for Hire (1932)
- Ship of Wanted Men  (1933)
- Skyway (1933)
- Trouble Busters  (1933)
- Gun Law (1933)
- Via Pony Express  (1933)
- Sing Sing Nights  (1934)
- Ticket to a Crime (1934)
- The Brand of Hate (1934)
- The Man from Hell (1934)
- Public Stenographer (1934)
- The Spanish Cape Mystery (1935)
- Reginetta della notte (Manhattan Butterfly) (1935)
- Make a Million (1935)
- The Hoosier Schoolmaster (1935)
- Un sentiero nel deserto (The Desert Trail) (1935)
- Fury and the Woman (1936)
- Down to the Sea (1936)
- Doughnuts and Society (1936)
- The Return of Jimmy Valentine (1936)
- Il segreto di Joko (The Leavenworth Case) (1936)
- Under Suspicion (1937)
- La miniera misteriosa) (Trapped by G-Men) (1937)
- The Wildcatter) (1937)
- The Mighty Treve) (1937)
- Strange Case of Dr. Meade (1938)
- Non uccidere (Crime Takes a Holiday) (1938)
- Riformatorio (Reformatory) (1938)
- Flight Into Nowhere (1938)
- Making the Headlines (1938)
- Hidden Power (1939)
- Fugitive at Large (1939)
- Trapped in the Sky (1939)
- Whispering Enemies (1939)
- The Great Plane Robbery (1940)
- Fugitive from a Prison Camp (1940)
- Passport to Alcatraz (1940)
- Outside the Three-Mile Limit (1940)
- Borrowed Hero (1941)
- The Great Swindle (1941)
- Little Joe, the Wrangler (1942)
- Junior G-Men of the Air (1942)
- Danger in the Pacific (1942)
- Adventures of the Flying Cadets (1943)
- Raiders of San Joaquin (1943)
- Don Winslow of the Coast Guard (1943)
- Tenting Tonight on the Old Camp Ground (1943)
- The Adventures of Smilin' Jack (1943)
- The Old Texas Trail (1944)
- Emile Coleman and His Orchestra in on the Mellow Side (1944)
- Melody Parade (1944)
- The Mystery of the Riverboat (1944)
- Raiders of Ghost City (1944)
- Trigger Trail (1944)
- Midnight Melodies (1944)
- Artistry in Rhythm (1944)
- Pagliacci Swings It (1944)
- The Great Alaskan Mystery (1944)
- Oklahoma Raiders (1944)
- Sweethearts of the U.S.A. (1944)
- The Royal Mounted Rides Again (1945)
- Secret Agent X-9 (1945)
- The Master Key, co-regia di Ray Taylor - serial (1945)
- Jungle Queen, co-regia di Ray Taylor (1945)
- Frontier Frolic (1946)
- The Mysterious Mr. M (1946)
- Danger Woman (1946)
- Lost City of the Jungle (1946)
- The Scarlet Horseman (1946)
- Cuban Madness (1946)
- Heading for Heaven (1947)
- Dill l'uccisore (Killer Dill) (1947)
- Fuga nella giungla (Jungle Goddess) (1948)
- Cowboy and the Prizefighter (1949)
- The Fighting Redhead (1949)
- Roll, Thunder, Roll! (1949)
- Ride, Ryder, Ride! (1949)
- Hot Rod (1950)
- Cherokee Uprising (1950)
- Law of the Panhandle (1950)
- Last Date (1950)
- Stage to Blue River (1951)
- Texas Lawmen (1951)
- I violenti dell'Oregon (The Longhorn) (1951)
- Lawless Cowboys (1951)
- Oklahoma Justice (1951)
- Stagecoach Driver (1951)
- Nevada Badmen (1951)
- Canyon Raiders (1951)
- Man from Sonora (1951)
- Abilene Trail (1951)
- Colorado Ambush (1951)
- Canyon Ambush (1952)
- Fargo - La valle dei desperados (Fargo) (1952)
- Montana Incident (1952)
- Dead Man's Trail (1952)
- I fuorilegge del Kansas (Kansas Territory) (1952)
- Topkid eroe selvaggio (Wild Stallion) (1952)
- The Gunman (1952)
- 5.000 dollari per El Gringo (Waco) (1952)
- Texas City (1952)
- I tre del Rio Grande (Texas Bad Man) (1953)
- Vigilante Terror (1953)
- Carabina Mike tuona sul Texas (The Marksman) (1953)
- The Homesteaders (1953)
- Two Guns and a Badge (1954)

### Sceneggiatore
- The Galloping Gobs
- Via Pony Express
- His Private Secretary, regia di Philip H. Whitman - soggetto (1933)
- Public Stenographer
- Heading for Heaven